# Masae Ueno
Masae Ueno (jap. 上野 雅恵 Ueno Masae; * 17. Januar 1979 in Asahikawa) ist eine ehemalige japanische Judoka und zweifache Olympiasiegerin. Sie trat in der Gewichtsklasse bis 70 Kilogramm an, dem Mittelgewicht.
Nach einem fünften Platz bei den Weltmeisterschaften 1999 in Birmingham gelang Ueno 2000 mit einem Sieg bei den Asienmeisterschaften in Osaka ihr erster großer internationaler Erfolg; bei den Olympischen Spielen 2000 belegte sie den neunten Platz. Bei den Weltmeisterschaften 2001 in München gewann sie im Finale gegen die Britin Kate Howey. 2002 erhielt sie bei den Asienspielen in Busan die Bronzemedaille. 2003 in Osaka gewann sie ihren zweiten Weltmeistertitel durch einen Finalsieg gegen die Kubanerin Regla Leyén. Ihren nächsten großen Titel gewann sie im Mai 2004 bei den Asienmeisterschaften in Almaty. Drei Monate später siegte sie bei den Olympischen Spielen 2004 in Athen im Finale gegen die Niederländerin Edith Bosch.
Nach einem Jahr ohne internationalen Titel siegte Masae Ueno 2006 bei den Asienspielen in Doha. 2008 erkämpfte sie bei den Asienmeisterschaften in Jeju ihren dritten Titel nach 2000 und 2004. Zum Abschluss ihrer Karriere gewann sie im August 2008 bei den Olympischen Spielen in Peking gegen die Kubanerin Anaysi Hernández ihre zweite olympische Goldmedaille.
Masao Uenos jüngere Schwester Yoshie Ueno war 2009 Weltmeisterin im Halbmittelgewicht.